# Okniny Małe
Okniny Małe – wieś na Ukrainie w rejonie krzemienieckim, należącym do obwodu tarnopolskiego.
Do 2020 w rejonie zbaraskim.